# Frohnhausen (Dillenburg)

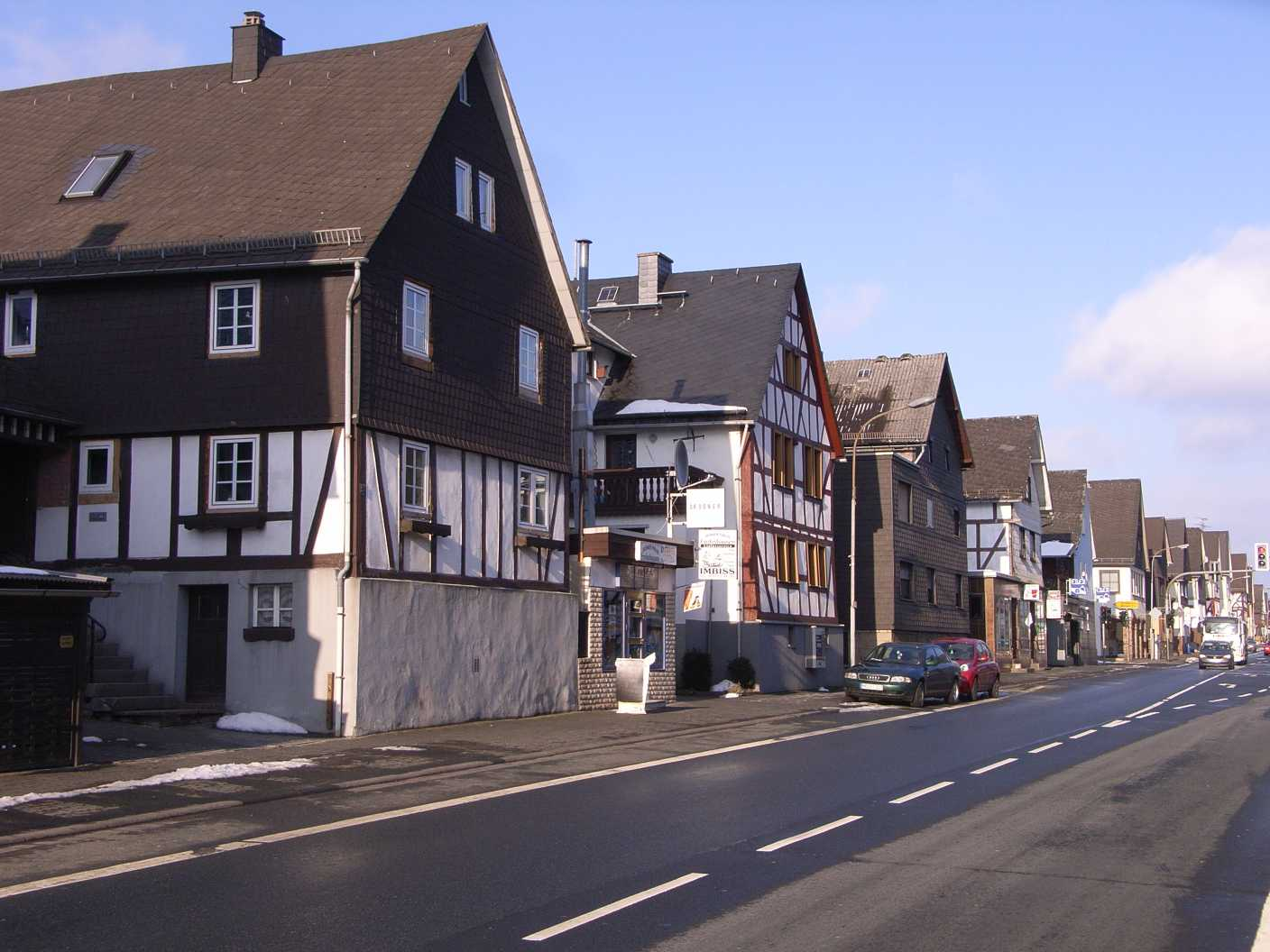
Frohnhäuser Hauptstraße

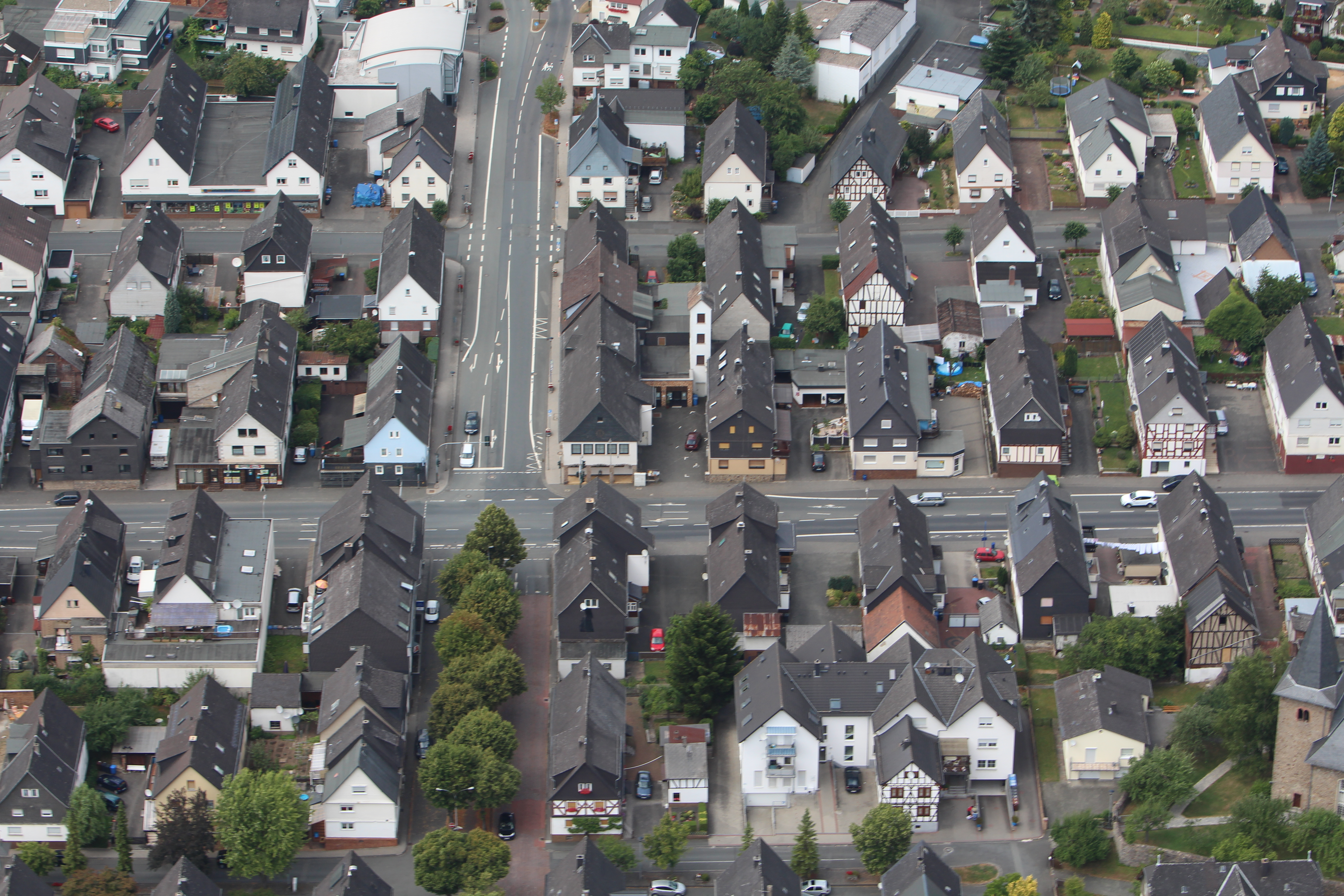
Die Ortsmitte aus der Luft

Frohnhausen ist ein Dorf und als solches der nach der Kernstadt einwohnermäßig größte Stadtteil der Stadt Dillenburg im mittelhessischen Lahn-Dill-Kreis.

## Geographie
Frohnhausen liegt im Tal der Dietzhölze, Naturraum Dilltal, an der Nahtstelle der Höhenzüge Struth (nordwestlich) und Schelder Wald (südöstlich, Teil des Gladenbacher Berglandes), die beide zum Westerwald gerechnet werden.

## Geschichte

### Ortsgeschichte
Im Jahr 1340 wurde das Dorf Frohnhausen, soweit bekannt, erstmals urkundlich erwähnt. Es wird allerdings davon ausgegangen, dass sich hier bereits zur Zeit der Karolinger Siedlungen befanden. Im Jahr 1434 wurden dann in Urkunden 34 Hauseigentümer mit Namen genannt.
Dorfbrand von 1778
Hauptsächlich verantwortlich für das heutige Dorfbild ist der Totalbrand von 1778.
Brände, die ganze Ortschaften vernichteten, waren im 18. Jahrhundert auch in Nassau keine Seltenheit. In benachbarten Orten waren schon vor 1778 ähnliche Brande vorgekommen, zum Beispiel in Manderbach, Nanzenbach, Wissenbach, Haigerseelbach und Dillenburg, und auch später kam es noch zu großen Bränden, etwa in Donsbach, Driedorf und Mensfelden. Selten wurde aber ein Ort so vollständig durch Feuer zerstört wie Frohnhausen. Am 26. Juli 1778 brach ein Brand aus, der fast sämtliche Häuser, Scheunen und Ställe vernichtete. Die genaue Ursache ist bis heute ungeklärt. Die Dorfbewohner und der Amtmann aus Dillenburg gaben einem Gewitter die Schuld, das am Abend vorher über den Ort gezogen war und in eine der letzten Scheunen eingeschlagen hatte, doch die Landesregierung in Dillenburg teilte diese Meinung nicht; dort vermutete man „Mordbrennerei“ (Brandstiftung), da in einigen Nachbardörfern Ähnliches vorgekommen war.
Die aus Lehm und Holz gebauten und mit Stroh gedeckten Häuser standen sehr eng beieinander, sodass sich das Feuer schnell ausbreiten konnte. Frohnhausen hatte eine einfache Feuerspritze (Druckspritze), die aber ständig mit Wassereimern gefüllt werden musste. Da es Sommer war, waren die Dorfbrunnen schnell leer und das Wasser musste mit Eimern aus den Bächen geholt werden. Jeder Dorfbewohner half bei den Löscharbeiten mit, und auch aus den Nachbardörfern kamen freiwillige Helfer. Nach einer halben Stunde war die Feuerspritze defekt. Aus Dillenburg wurde eine neue geholt, die jedoch zu spät ankam – innerhalb einer Stunde waren 128 Häuser und 122 Scheunen verbrannt. Die Hitze war so groß, dass sogar die Kirchenglocken schmolzen. Nur wenige Gebäude, die etwas abseits standen, blieben verschont: die Kirche, das Haus Pade und das „Weber’sche“ Haus in der heutigen Hauptstraße, die Scheune in der Hohl (heute Landhandel Weber) und einige weitere Scheunen.
Die Hilfe der fürstlichen Landesregierung in Dillenburg setzte mit großer Präzision ein – durch die früheren Dorfbrände in Nanzenbach, Wissenbach und Haigerseelbach hatte man etwas Übung in der Organisation bei derartigen Katastrophen. Die 129 Familien, die jetzt ohne Obdach dastanden, wurden auf die benachbarten Dörfer verteilt. Manderbach erhielt 154 Personen und 101 Stück Vieh zur Einquartierung, der Rest kam nach Wissenbach und in andere nahegelegene Orte. Menschenleben waren nicht zu beklagen, aber einige hatten sich beim Retten von Vieh und Hausrat schwere Verletzungen zugezogen. Da niemand Geld für einen Arzt hatte, schickte die Landesregierung einen Arzt, der die Menschen kostenlos behandelte.
Sehr bald waren die Mannschaften des Kreisbataillons zur Stelle, um die Aufsicht über die Brandstelle zu übernehmen. Die erste Maßnahme der Regierung war es, die Brandstelle aufräumen zu lassen. Dazu wurden die Einwohner der Nachbargemeinden herangezogen. Es kam zu einigen Auseinandersetzungen, wenn eine Gemeinde nicht erschienen war oder einzelne Bürger oder Einwohner sich „drücken“ wollten.
Die Bauplätze wurden nun neu vermessen und verteilt. Damit ein solcher Brand nicht wieder geschehen konnte, plante man das ganze Dorf sehr großzügig; alle Häuser wurden in Reih und Glied gebaut. Der Bau von Nothütten war von vornherein verboten.
Der Wiederaufbau kostete viel Geld. Da es zu dieser Zeit noch keine Brandversicherung gab und die Bürger sehr arm waren, genehmigte die Landesregierung eine Geldsammlung, zu der Männer in viele Dörfer geschickt wurden, bis in den Westerwald und nach Siegen. Den Frohnhäusern selbst war das Betteln um Unterstützung in den Dörfern strengstens verboten. Die Menschen aus den näher gelegenen Dörfern hatten selbst nicht viel Geld, und da es in dieser Zeit häufiger Dorfbrände gab, waren solche Sammlungen nicht selten.
Auch die Holzbeschaffung war schwierig. Aus dem Wald allein konnte der Bedarf nicht gedeckt werden, sondern es musste auch Holz aus anderen Gemeinden angekauft werden. Dafür gab Dillenburg Frohnhausen einen Kredit. Da die Frohnhäuser diesen nicht zurückzahlen konnten, mussten sie den Dillenburgern das Heunsteingebiet überlassen. Weiterhin beauftragte die fürstliche Landesregierung die Ämter Dillenburg, Haiger und Ebersbach, durch Rundfrage festzustellen, wie viele leerstehende Gebäude es dort gebe, die sich zum Abbruch und zum Wiederaufbau in Frohnhausen eignen könnten. Am 1. August 1778 schickte Amtmann Rühle bereits eine Liste der entbehrlichen alten Gebäude ein. Am 3. August erhielt er den Auftrag, die Besitzer dieser Gebäude zu bitten, sie an die Brandgeschädigten zu verkaufen. Die Häuser wurden dann abgerissen und in Frohnhausen neu aufgebaut.
Hessische Gebietsreform (1970–1977)
Im Zuge der Gebietsreform in Hessen wurde die bis dahin selbstständige Gemeinde Frohnhausen zum 1. Januar 1977 durch das Gesetz zur Neugliederung des Dillkreises, der Landkreise Gießen und Wetzlar und der Stadt Gießen in die Stadt Dillenburg eingemeindet. Für den Stadtteil Frohnhausen wurde, wie für die anderen eingemeindeten ehemals eigenständigen Gemeinden, ein Ortsbezirk gebildet.

### Verwaltungsgeschichte im Überblick
Die folgende Liste zeigt die Staaten und Verwaltungseinheiten, denen Frohnhausen angehört(e):
- vor 1739: Heiliges Römisches Reich, Grafschaft/Fürstentum Nassau-Dillenburg, Amt Dillenburg
- ab 1739: Heiliges Römisches Reich, Fürstentum Nassau-Diez, Amt Dillenburg
- 1806–1813: Großherzogtum Berg,[Anm. 2] Département Sieg, Arrondissement Dillenburg, Kanton Dillenburg
- 1813–1815: Fürstentum Nassau-Oranien, Amt Dillenburg
- ab 1816: Herzogtum Nassau[Anm. 3], Amt Dillenburg
- ab 1849: Herzogtum Nassau, Kreisamt Herborn[Anm. 4]
- ab 1854: Herzogtum Nassau, Amt Dillenburg
- ab 1867: Norddeutscher Bund[Anm. 5], Königreich Preußen,[Anm. 6] Provinz Hessen-Nassau, Regierungsbezirk Wiesbaden, Dillkreis[Anm. 7]
- ab 1871: Deutsches Reich, Königreich Preußen, Provinz Hessen-Nassau, Regierungsbezirk Wiesbaden, Dillkreis
- ab 1918: Deutsches Reich (Weimarer Republik), Freistaat Preußen, Provinz Hessen-Nassau, Regierungsbezirk Wiesbaden, Dillkreis
- ab 1932: Deutsches Reich, Freistaat Preußen, Provinz Hessen-Nassau, Regierungsbezirk Wiesbaden, Landkreis Dillenburg
- ab 1933: Deutsches Reich, Freistaat Preußen, Provinz Hessen-Nassau, Regierungsbezirk Wiesbaden, Dillkreis
- ab 1944: Deutsches Reich, Freistaat Preußen, Provinz Nassau, Dillkreis
- ab 1945: Amerikanische Besatzungszone,[Anm. 8] Groß-Hessen, Regierungsbezirk Wiesbaden, Dillkreis
- ab 1946: Amerikanische Besatzungszone, Hessen, Regierungsbezirk Wiesbaden, Dillkreis
- ab 1949: Bundesrepublik Deutschland, Hessen, Regierungsbezirk Wiesbaden, Dillkreis
- ab 1968: Bundesrepublik Deutschland, Hessen, Regierungsbezirk Darmstadt, Dillkreis
- ab 1977: Bundesrepublik Deutschland, Hessen, Regierungsbezirk Darmstadt, Lahn-Dill-Kreis, Stadt Dillenburg[Anm. 9]
- ab 1981: Bundesrepublik Deutschland, Hessen, Regierungsbezirk Gießen, Lahn-Dill-Kreis, Stadt Dillenburg

## Bevölkerung

### Einwohnerstruktur 2011
Nach den Erhebungen des Zensus 2011 lebten am Stichtag dem 9. Mai 2011 in Frohnhausen 3765 Einwohner. Darunter waren 282 (7,5 %) Ausländer. Nach dem Lebensalter waren 459 Einwohner unter 18 Jahren, 1569 zwischen 18 und 49, 672 zwischen 50 und 64 und 762 Einwohner waren älter. Die Einwohner lebten in 1491 Haushalten. Davon waren 384 Singlehaushalte, 432 Paare ohne Kinder und 534 Paare mit Kindern, sowie 117 Alleinerziehende und 24 Wohngemeinschaften. In 341 Haushalten lebten ausschließlich Senioren und in 942 Haushaltungen lebten keine Senioren.

### Einwohnerentwicklung
| Frohnhausen: Einwohnerzahlen von 1834 bis 2021 | Frohnhausen: Einwohnerzahlen von 1834 bis 2021 | Frohnhausen: Einwohnerzahlen von 1834 bis 2021 | Frohnhausen: Einwohnerzahlen von 1834 bis 2021 | Frohnhausen: Einwohnerzahlen von 1834 bis 2021 |
| --- | ---------------------------------------------- | ---------------------------------------------- | ---------------------------------------------- | ---------------------------------------------- |
| Jahr |                                                |                                                |                                                | Einwohner                                      |
| 1834 | 1834                                           |                                                | 976                                            | 976                                            |
| 1840 | 1840                                           |                                                | 930                                            | 930                                            |
| 1846 | 1846                                           |                                                | 933                                            | 933                                            |
| 1852 | 1852                                           |                                                | 915                                            | 915                                            |
| 1858 | 1858                                           |                                                | 909                                            | 909                                            |
| 1864 | 1864                                           |                                                | 947                                            | 947                                            |
| 1871 | 1871                                           |                                                | 972                                            | 972                                            |
| 1875 | 1875                                           |                                                | 1.008                                          | 1.008                                          |
| 1885 | 1885                                           |                                                | 1.088                                          | 1.088                                          |
| 1895 | 1895                                           |                                                | 1.141                                          | 1.141                                          |
| 1905 | 1905                                           |                                                | 1.362                                          | 1.362                                          |
| 1910 | 1910                                           |                                                | 1.500                                          | 1.500                                          |
| 1925 | 1925                                           |                                                | 1.718                                          | 1.718                                          |
| 1939 | 1939                                           |                                                | 2.083                                          | 2.083                                          |
| 1946 | 1946                                           |                                                | 2.493                                          | 2.493                                          |
| 1950 | 1950                                           |                                                | 2.689                                          | 2.689                                          |
| 1956 | 1956                                           |                                                | 2.817                                          | 2.817                                          |
| 1961 | 1961                                           |                                                | 3.035                                          | 3.035                                          |
| 1967 | 1967                                           |                                                | 3.584                                          | 3.584                                          |
| 1970 | 1970                                           |                                                | 3.551                                          | 3.551                                          |
| 1980 | 1980                                           |                                                | ?                                              | ?                                              |
| 1990 | 1990                                           |                                                | ?                                              | ?                                              |
| 1999 | 1999                                           |                                                | 3.815                                          | 3.815                                          |
| 2005 | 2005                                           |                                                | 3.765                                          | 3.765                                          |
| 2009 | 2009                                           |                                                | 3.804                                          | 3.804                                          |
| 2011 | 2011                                           |                                                | 3.765                                          | 3.765                                          |
| 2014 | 2014                                           |                                                | 3.848                                          | 3.848                                          |
| 2018 | 2018                                           |                                                | 3.866                                          | 3.866                                          |
| 2021 | 2021                                           |                                                | 3.942                                          | 3.942                                          |
| Datenquelle: Historisches Gemeindeverzeichnis für Hessen: Die Bevölkerung der Gemeinden 1834 bis 1967. Wiesbaden: Hessisches Statistisches Landesamt, 1968. Weitere Quellen: LAGIS; nach 1970 Stadt Dillenburg; Zensus 2011 |                                                |                                                |                                                |                                                |

### Historische Religionszugehörigkeit
| • 1885: | 0984 evangelische (= 90,44 %), 15 katholische (= 1,38 %), 88 andere Christen (= 8,09 %) und ein Jude (= 8,09 %) |
| • 1961: | 2590 evangelische (= 85,34 %), 230 katholische (= 7,58 %) Einwohner                                             |
| • 2018: | 1962 evangelische (= 50,75 %), 286 katholische (= 7,40 %) und 1618 sonstige Einwohner                           |

## Politik
- SPD: 2
- CDU: 3

Ortsbeirat
Für Frohnhausen besteht ein Ortsbezirk (Gebiete der ehemaligen Gemeinde Frohnhausen) mit Ortsbeirat und Ortsvorsteher nach der Hessischen Gemeindeordnung. Der Ortsbeirat besteht aus fünf Mitgliedern. Bei den Kommunalwahlen in Hessen 2021 betrug die Wahlbeteiligung zum Ortsbeirat 35,66 %. Für die Sitzverteilung siehe die nebenstehende Grafik. Der Ortsbeirat wählte Matthias Schröder (CDU) zum Ortsvorsteher.

## Kultur und Sehenswürdigkeiten
Bauwerke
- Evangelische Kirche
- Giebelständige Fachwerkhäuser entlang der Hauptstraße
- Sauerbrunnen. Zwischen 1931 und 1934 nach Plänen des Bildhauers Friedrich Sauer erbaute Brunnenanlage; Bilder digital:

## Wirtschaft und Infrastruktur

### Verkehr
Durch Frohnhausen verläuft die Bundesstraße 253 (Dillenburg–Frankenberg). Diese wird täglich von etwa 17.000 Fahrzeugen genutzt. Aufgrund der hohen Verkehrsbelastung wünschen sich die Anlieger seit vielen Jahren eine Ortsumgehung. Die Entfernung bis zur Anschlussstelle Dillenburg an der Autobahn 45 beträgt etwa 4 km.
Darüber hinaus verfügte Frohnhausen bis 1987 noch über einen Bahnanschluss über die Dietzhölztalbahn. Die Bahnstrecke ist seit 2001 stillgelegt. Es gibt allerdings Bestrebungen und eine Initiative, welche sich für den Erhalt und die Reaktivierung der Strecke für den Personen- und Güterverkehr einsetzt. Derzeit erfolgt der Freischnitt der Bahnstrecke zw. Dillenburg und Frohnhausen.

### Öffentliche Einrichtungen
- Bücherei
- Bürgerhaus (ehemaliges Rathaus)
- Obdachlosenwohnheim
- Seniorenresidenz

### Bildung
In Frohnhausen gibt es zwei evangelische Kindergärten, einen im Familienzentrum Am Scheideweg 49 und einen Oranienstraße 6. Darüber hinaus gibt es eine Grundschule sowie die Haupt- und Realschule Goldbachschule.

## Persönlichkeiten
- Johann Jacob Wissenbach (1607–1665), Rechtswissenschaftler und Hochschullehrer